# Ituverava (kommun)
Ituverava är en kommun i Brasilien.   Den ligger i delstaten São Paulo, i den sydöstra delen av landet, 500 km söder om huvudstaden Brasília. Antalet invånare är 38 699.
Följande samhällen finns i Ituverava:
- Ituverava

Omgivningarna runt Ituverava är en mosaik av jordbruksmark och naturlig växtlighet. Runt Ituverava är det ganska tätbefolkat, med 72 invånare per kvadratkilometer.